# What Made Milwaukee Famous
What Made Milwaukee Famous (WMMF) — американская инди-рок-группа из Остина, Техас, состоящая из Майкла Кингкаида (вокал, гитара, клавишные), Дрю Патрици (клавишные, вокал, гитара), Джона Фармера (бас, вокал), Джереми Брука (ударные, вокал) и Джейсона Дэвиса (гитара, вокал). В 2006 году лейбл Barsuk Records переиздал дебютный альбом группы «Trying to Never Catch Up». Их второй альбом, «What Doesn’t Kill Us», был выпущен 4 марта 2008 года.
WMMF занимают видной место на локальной музыкальной сцене Остина. Начиная с момента основания, группа играла на музыкальном фестивале South by Southwest, фестивале Austin City Limits, и на фестивале Lollapalooza. Они открывали концерты групп The Smashing Pumpkins, The Arcade Fire, The Black Keys и Snow Patrol.

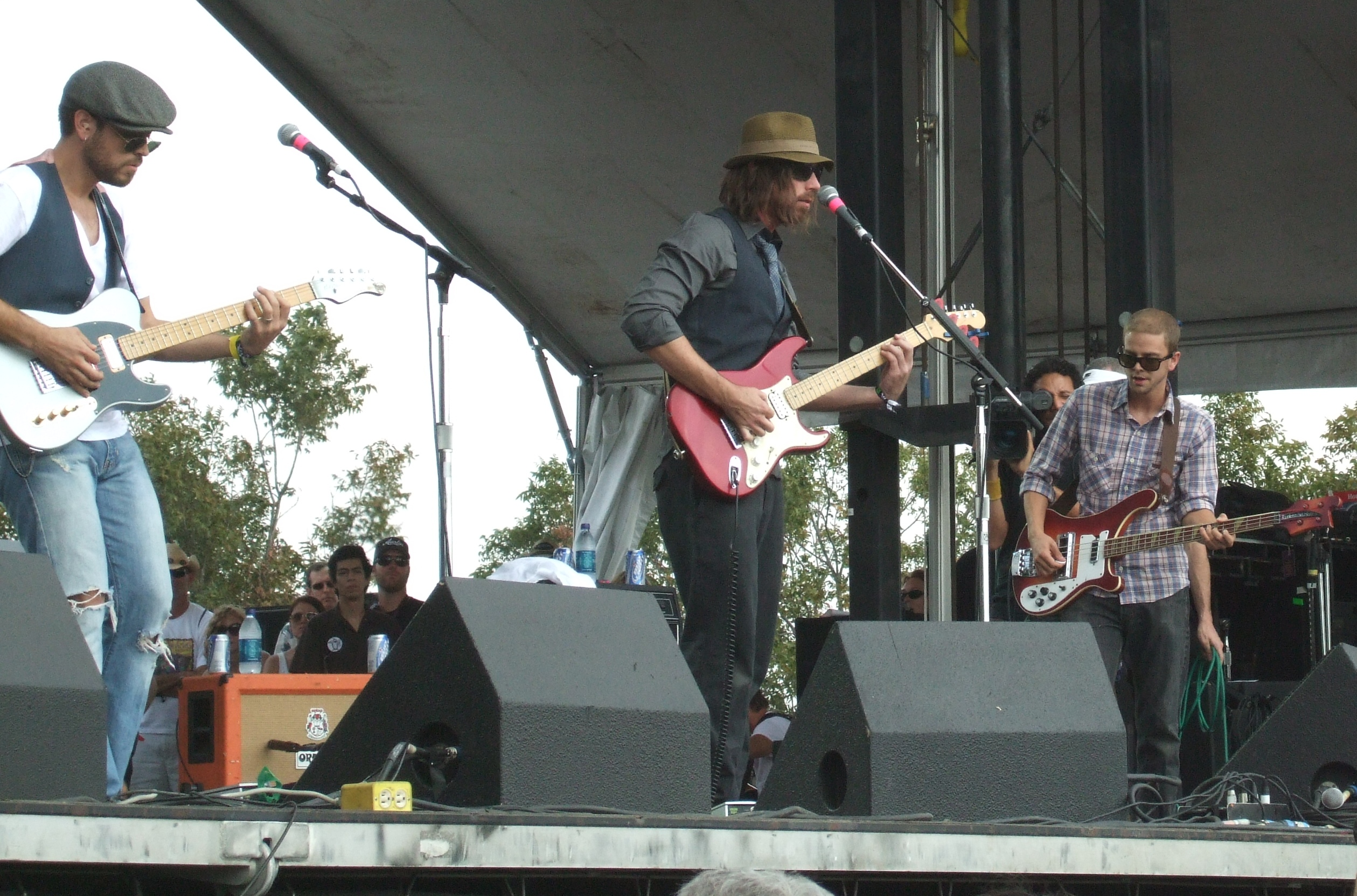

## Происхождение названия
Название группы произошло от песни Джерри Ли Льюиса «What’s Made Milwaukee Famous (Has Made a Loser Out of Me)»

## Дискография
- «Trying to Never Catch Up» - Barsuk Records (2006)
- «The Sugarhill Sessions EP» - Barsuk Records (2008)
- «What Doesn't Kill Us» - Barsuk Records (2008)